# خليل القوقا
خليل إبراهيم العبد القوقا (أبو إياس) داعية ومربي إسلامي، وقيادي كبير في حركة المقاومة الإسلامية (حماس) ويعد الرجل الثاني في الحركة بعد مؤسسها الشيخ أحمد ياسين، وتأسيس الحركة الإسلامية في الداخل الفلسطيني، وتأسيس الجمعية الإسلامية بغزة، وكان له فضل في إحياء الجيل الإسلامي في غزة بشكل خاص والضفة الغربية بعد أن غزاها الفكر العلماني والشيوعي في الستينات والسبعينات.

## المولد والنشأة
ولد في منتصف مارس عام 1948م، بقرية حمامة من قضاء المجدل عسقلان داخل الخط الأخضر غير أنَّه لم يكمل عامه الأول بين أحضانها؛ وذلك بسبب التهجير الذي تعرض له الفلسطينيين في النكبة الفلسطينية عام 1948م، مما أدى إلى تشريد عائلته الفاضلة من قريتهم الهادئة ليستقر الحال بهم في مخيم الشاطئ للاجئين بغزة، وتلقى تعليمه في مدارس وكالة غوث اللاجئين، وتخرج من معهد المعلمين في رام الله .
نشأ في أسرة متواضعة، تعمل بمهنة الصيد، وذلك بعد أن أُخرجت من ديارها وأموالها بغير حق، فعانت قسوة اللجوء ومرارة الهجرة، ووحشة البعد عن الديار والمال، إلا أنَّ أملها في الله كبير فاستعانت به على ظلم الظالمين وكيد الماكرين، فاستطاعت أن تتكيف مع ظروفها الصعبة من أجل غدٍ أفضل.

## حياته المهنية
أصبح مدرسًا للغة العربية في وكالة الغوث بعد تخرجه من معهدالمعلمين . وكان له دور في تأسيس المسجد الشمالي ثم الجمعية الإسلامية في معسكر الشاطئ مع الشيخ أحمد ياسين، حيث اعتبر ساعده الأيمن في فترة الثمانينيات، وكذلك كان ممن لهم الدور البارز في إرساء دعائم الجامعة الإسلامية وتأسيسها بغزة والمحافظة على صبغتها الإسلامية بعد محاولات عدة من العديد من الأطراف تغير اسمها، وشغل منصب أول رئيس للجمعية الإسلامية التي قام بتأسيسها لتضم الشباب تحت لواء الإسلام وكان له الدور في تخريج جيل من القادة ممن تأثروا به من بينهم إسماعيل هنية وسعيد صيام . اعتُقل عدة مرات من قِبل القوت الإسرائيلية، وقامت إسرائيل بإبعاده إلى لبنان في الحادي عشر من إبريل في العام 1988، فانتقل إلى تونس ثم إلى مصر وأخيرًا إلى الإمارات العربية المتحدة.

## الدراسة والعمل
رغم صعوبة الحياة المادية التي ألمت بعائلته الفاضلة إلا أنه اهتم اهتماماً كبيراً بالعلم والتعلم، فدرس المرحلة الابتدائية والإعدادية والثانوية بمدارس قطاع غزة حتى حصل على شهادة الثانوية العامة من المعهد الأزهري بغزة عام 1966م، ثم حصل على دبلوم لغة عربية من معهد المعلمين برام الله عام 1968م، وبعدها عُين مدرساً للغة العربية بمدارس وكالة الغوث حتى إبعاده عام 1988م، ثم حصل على بكالوريوس في اللغة العربية من جامعة بيروت بلبنان عام ... وأخيراً أنهى كافة الاستعدادات القانونية للحصول على درجة الماجستير من جامعة الأوزاعي بلبنان غير أنَّه لم يتمكن من ذلك؛ بسبب المنع الأمني اللبناني.

## حياته الأسرية
تزوج من السيدة نعمة محمود حسين الغول ( شقيقة وزير العدل الفلسطيني السابق- فرج محمود الغول) في مارس عام 1973م، أنجب منها أربعة أبناءوثمانية بنات .

## مشواره الجهادي في فلسطين
كان له رؤيا خاصة في بداية العمل الإسلامي في قطاع غزة والضفة الغربية ومناطق 48، فقد كان دائماً يقول: 
؛ لذلك بدأ في مطلع السبعينات يخط أهداف وسمات المرحلة من خلال مشاركة الشيخ أحمد ياسين بتأسيس مسجد الشمالي في معسكر الشاطئ بغزة، ومن ثم الجمعية الإسلامية ليكونا المحضن الرئيس في تربية الشباب على أسس إسلامية صحيحة يستطيعوا من خلالها فهم طبيعة الصراع القائم على أرض فلسطين مما يدعم عملية المواجهة مع الاحتلال الصهيوني سميا وهي تحتاج إلى طول صبر ومصابرة، لهذا لم يألو القوقا جهداً ولم يعدم وسيلة مشروعة في جمع الشباب وتنظيمهم وتربيتهم تربيةً إيمانيةً مبينة على كتاب الله وسنة نبيه محمد ﷺ، فكانت حلقات تحفيظ القرآن الكريم وتفسيره والسنة النبوية وشرحها، وكانت الدروس الإرشادية والندوات التثقيفية والمحاضرات التنموية والتعبئة الجهادية، بالإضافة إلى جميع الأنشطة الرياضية المتاحة مثل (كرة القدم، كرة الطائرة، تنس الطاولة، السباحة،...) التي كانت تعقد بشكل مرتب ومنظم من أجل إعداد العقول النيرة والأجساد القوية.
لهذا كان القوقا في مساءلةٍ دائمة ومتابعةٍ مستمرة من أجهزة العدو الإسرائيلي، مما جعله يقضي أياماً كثيرة في سجون الاحتلال الصهيوني، فضلاً عن المضايقات المستمرة لإعاقة نشاطه الإسلامي الذي كان يترأسه والمتمثل في الجمعية الإسلامية، وذلك من خلال هدم مبنى الجمعية مرتين متتاليتين إلا أنه استمر في نشاطه رغم كل التحديات والمعيقات حتى صدر بحقه قرار الإبعاد عام 1988م.

## محطات مهمة في حياته
بدأ مرحلة تأسيس المؤسسات الإسلامية وما تضمنتها من مخاطر الصراع المستمر في كل زاوية من زوايا العمل التحرري، والسباق مع العدو في كسب جيل واحد، وذلك في بداية السبعينيات 1970 من القرن الماضي.

### الابعاد للبنان
أُبعد من فلسطين إلى دولة لبنان وذلك في 11/4/1988م.

### في السجون المصرية والاعتقالات
أعتقل ووضع سجون السلطات المصرية في فبراير عام 1990م حتى يونيو 1990م بتهمة قلب نظام الحكم والمساس باتفاقية كامب ديفيد.
وتعرض للعديد من المضايقات والاعتقالات من قبل بعض الأنظمة العربية التي ذهب إليها، بسبب نشاطه الإسلامي المميز.

### الابعاد إلى الإمارات
أُبعد من مصر إلى الإمارات عام 1990، وبقي هناك حتى وفاته بـ 2005.

### رحلات دعوية
قام برحلات دعوية عديدة شملت معظم الجاليات والتجمعات الإسلامية في أنحاء العالم الإسلامي، آسيا وأوروبا وأمريكا الشمالية والهند.

## من إنجازاته
- المشاركة في تأسيس الجمعية الإسلامية بغزة عام 1976م بهدف تحفيظ القرآن الكريم وتعزيز الثقافة الإسلامية، ومساعدة الفقراء والمساكين ورعاية الأيتام، وبناء الأجسام القوية من خلال الأنشطة الرياضية المختلفة.
- المشاركة الفعالة في الحفاظ على إسلامية الجامعة الإسلامية، وذلك بعد ما تعرضت لمحاولات تغيير من قبل المنظمات الشيوعية والعلمانية عام 1982م.
- المشاركة في تأسيس الحركة الإسلامية داخل مناطق 48 بفلسطين، وذلك في منتصف السبعينيات من القرن الماضي.
- المشاركة في توسيع نشاط الندوة العالمية للشباب الإسلامي في دبي، وذلك فترة ترأسه لها عام 1991م حتى عام 1994م.
- المشاركة في إعداد مناهج التربية الإسلامية واللغة العربية في جميع ولايات أمريكا الشمالية للجاليات الإسلامية.

## المناصب التي تقلدها
- الأمين العام للجمعية الإسلامية بغزة عام 1976م حتى إبعاده عام 1988م.
- مدير مكتب الندوة العالمية للشباب الإسلامي في دبي عام 1991م حتى 1994م.
- عضو الهيئة التأسيسية للجامعة الإسلامية بغزة عام 1977م.
- الناطق باسم الحركة الإسلامية ( حماس ) عام 1988م في مجلة المجتمع الكويتية.[3]

## وفاته
تُوفي في السادس والعشرين من أكتوبر عام 2005 (23 رمضان) بدولة الإمارات العربية المتحدة؛ نتيجة إصابته بتسمم في الدم عن عمر ناهز 57 عاماً، قضاها في خدمة القضية الفلسطينية العادلة، ونشر الدعوة الإسلامية السمحة.